# Bandera de la Pobla de Cérvoles
La bandera oficial de La Pobla de Cérvoles té la següent descripció:
Bandera apaïsada, de proporcions dos d'alt per tres de llarg, bicolor horitzontal blau clar i groc, amb les dues cérvoles blanques de l'escut, cadascuna d'alçària 9/40 de la del drap i llargària 2/15 de la del mateix drap, posades verticalment a 1/10 de la vora de l'asta, la de dalt a 1/80 de la vora superior i la de baix a 1/80 de la divisòria entre els dos campers.
Va ser aprovada el 21 de juny de 2006, i publicada en el DOGC, el 4 de juliol del mateix any, amb el número 4668.